# Gemeindeverwaltungsverband Heuberg
Der Gemeindeverwaltungsverband Heuberg ist ein Gemeindeverwaltungsverband im Landkreis Tuttlingen in Baden-Württemberg.

## Geschichte
Die Gründung des Gemeindeverwaltungsverbandes Heuberg erfolgte in einer gemeinsamen Sitzung aller Gemeinderäte der beteiligten Gemeinden am 16. Dezember 1971 in Wehingen. Durch die Gründung des Verbandes konnten die Mitgliedsgemeinden ihre Selbständigkeit erhalten. Sitz des Verwaltungsverbands ist Wehingen, die Verbandsverwaltung ist in einem eigenen Gebäude in Nachbarschaft zum Bildungszentrum Gosheim-Wehingen, direkt an der Gemarkungsgrenze zu Gosheim untergebracht.

## Mitgliedsgemeinden
- Bubsheim
- Deilingen
- Egesheim
- Gosheim
- Königsheim
- Reichenbach am Heuberg
- Wehingen

## Aufgaben
Der Gemeindeverwaltungsverband übernimmt für die Gemeinden zahlreiche Aufgaben, entweder in deren Namen für die Mitgliedsgemeinden oder in eigener Zuständigkeit anstelle der Mitgliedsgemeinden.
Aufgaben sind unter anderem Haushalts-, Kassen- und Rechnungswesen, Flächennutzungsplan, Hoch- und Tiefbau sowie Lohnbuchhaltung. Gleichzeitig nimmt der Gemeindeverwaltungsverband anstelle des Landratsamtes Aufgaben als Untere Verwaltungsbehörde wahr, insbesondere als zuständige Untere Baurechtsbehörde für die Mitgliedsgemeinden. Dazu ist die Verbandsverwaltung in Haupt-, Finanz- und Bauverwaltung gegliedert.

## Verbandsversammlung
Hauptorgan des Verbands ist die Verbandsversammlung. Sie besteht aus den Bürgermeistern und jeweils drei Gemeinderäten jeder Mitgliedsgemeinde.

## Verwaltungsrat
Als weiteres Organ ist der Verwaltungsrat gebildet. Er besteht aus den Bürgermeistern der Mitgliedsgemeinden.